# Zdręby
Zdręby – wieś w Polsce położona w województwie podlaskim, w powiecie suwalskim, w gminie Bakałarzewo.
| SIMC    | Nazwa        | Rodzaj    |
| ------- | ------------ | --------- |
| 1012979 | Poprzeczniak | część wsi |

W latach 1975–1998 miejscowość administracyjnie należała do województwa suwalskiego.